# Núria Segú i Ferré
Núria Segú i Ferré   (Vilabella, 16 d'octubre de 1964) és una política catalana, diputada en la VI, VII, VIII, IX i X Legislatures del Parlament de Catalunya.

## Biografia
Llicenciada en geografia i història, i diplomada en biblioteconomia i documentació. Ha estat presidenta executiva de l'Escola Municipal de Música (1995-1997), de la Fundació Pública Municipal per a la Infància i la Joventut Casa Caritat (1995-2003) i de l'Institut Municipal de Promoció Econòmica de Valls (2001-2003). També és membre de l'Institut d'Estudis Vallencs i de l'Associació d'Amics del Poble Sahrauí (ACAPS).
Militant de Ciutadans pel Canvi (CpC) i del Partit dels Socialistes de Catalunya (PSC), és membre de l'executiva de la Federació del Camp de Tarragona del PSC.
És regidora de l'Ajuntament de Valls des del 1995, on és portaveu del PSC i ha estat responsable de les àrees de Benestar Social i Ensenyament, de Serveis a la Ciutat, d'Urbanisme i Medi Ambient, i de Promoció Econòmica. Ha estat consellera del Consell Comarcal de l'Alt Camp (1997-1999), delegada del Govern de la Generalitat de Catalunya a Tarragona (2006) i diputada al parlament de Catalunya per la província de Tarragona a les eleccions al Parlament de Catalunya de 1999, 2003, 2006, 2010 i 2012.